# Scapa Flow

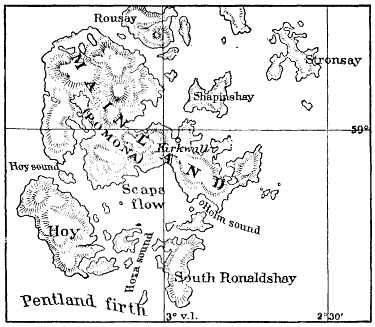
Scapa Flow

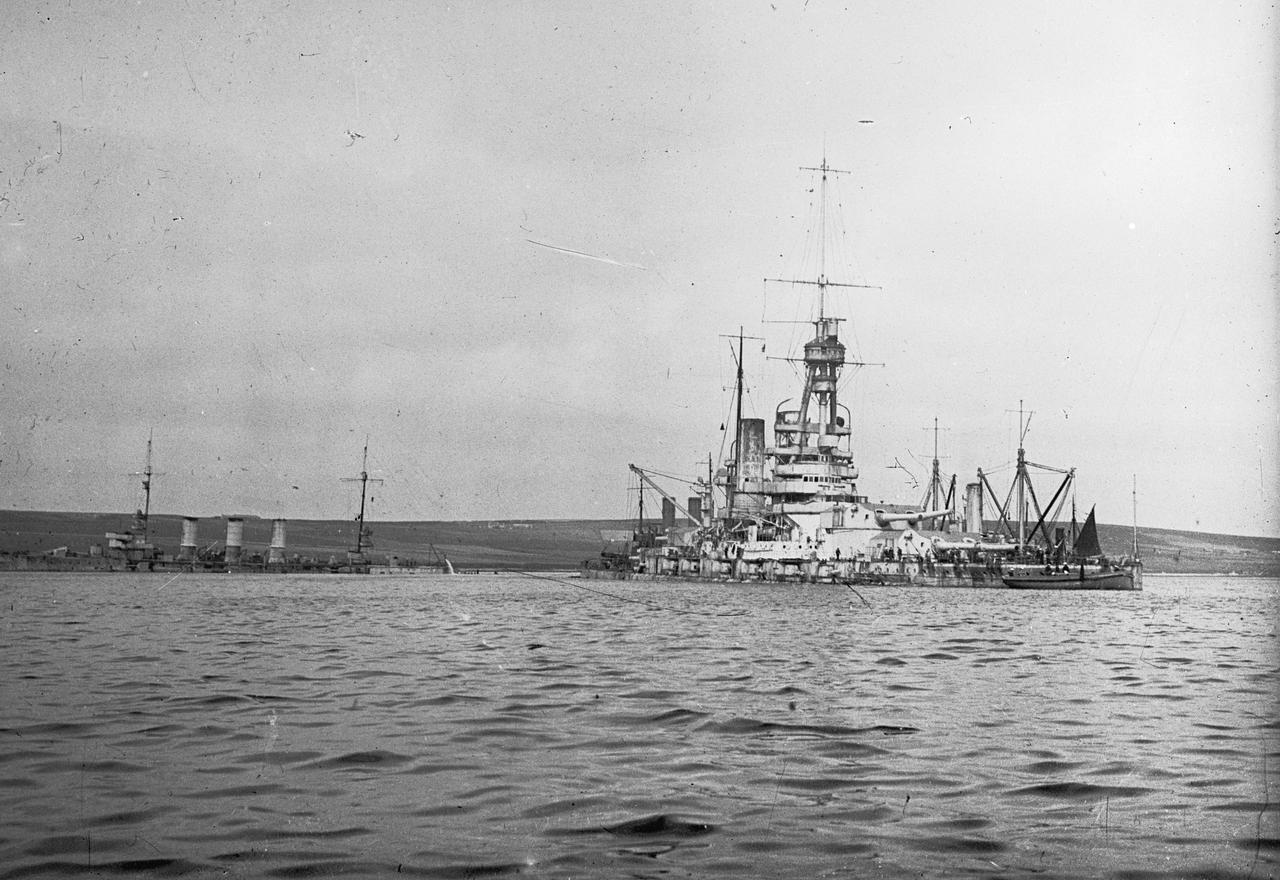
De SMS Baden wordt door de eigen bemanning tot zinken gebracht

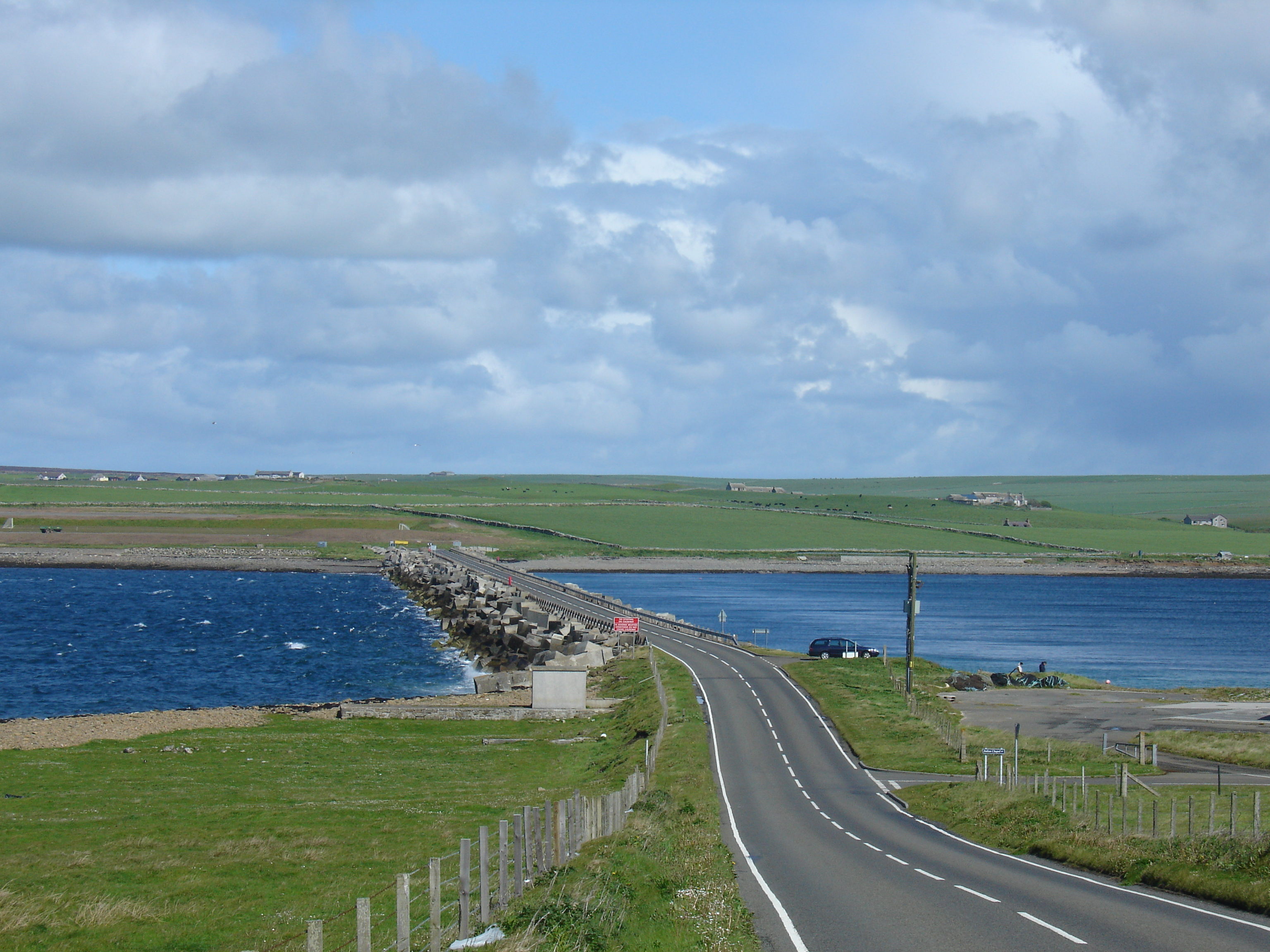
Churchill Barrier 1 die de Kirk Sound afsluit

Scapa Flow is een beschutte baai in de Orkney-eilanden (Schotland). De baai ligt tussen de eilanden Mainland (Orkney), Graemsay, Burray, South Ronaldsay en Hoy.
De Vikingen gebruikten de binnenzee reeds voor hun oorlogsschepen. In 1904 werd het de thuisbasis van de Britse 'Grand Fleet', met het oog op de toenemende kracht van de Duitse marine. De basis speelde een rol tijdens de Eerste en Tweede Wereldoorlog. Tot 1956 bleven de Britten haar als marinebasis gebruiken.
Historisch lag de Britse vloot in de buurt van Het Kanaal tegenover de belangrijkste vijanden uit die tijd, Frankrijk, Nederland en Spanje. In 1904 besloot de admiraliteit de vloot deels naar het noorden van het land te verhuizen. De Duitse marine werd sterk uitgebreid en een mogelijke blokkade van de noordelijke toegang tot de Noordzee door de Britse vloot werd als een alternatief in de marineplannen opgenomen.
Scapa Flow was bekend terrein voor de Britse marine omdat in het gebied veel geoefend werd. Voor de Grand Fleet werd dit een belangrijke marinebasis ondanks het gebrek aan fortificaties ter verdediging bij de aanvang van de Eerste Wereldoorlog. Tijdens de oorlog werd de basis versterkt, blokschepen blokkeerden de vaarroutes, er werden netten gespannen tegen onderzeeboten, zeemijnen gelegd en op het land kwamen uitkijkposten en artillerieposten. De Duitse marine deed twee pogingen de basis aan te vallen met onderzeeboten. In november 1914 werd de U-18 geramd door een trawler Dorothy Grey die onderzeeboten opspoorde. De U-18 ontkwam maar zonk korte tijd later waarbij een bemanningslid omkwam. Vier jaar later deed de kleinere UB-116 ook een poging, maar hiervan werd het geluid door een hydrofoon opgepikt. De UB-116 werd vernietigd door zeemijnen die vanaf het land tot ontsteking werden gebracht.
Na afloop van de Eerste Wereldoorlog werd de Duitse oorlogsvloot (de Hochseeflotte) hier voor anker gelegd in afwachting van de bepalingen van het Verdrag van Versailles. Maar in juni 1919 gaf de Duitse bevelvoerder Ludwig von Reuter opdracht de schepen tot zinken te brengen om te voorkomen dat de vloot in Britse handen viel. Van de 74 Duitse schepen in Scapa Flow werden er 52 inderdaad door de eigen bemanning tot zinken gebracht, waaronder 15 van de 16 slagschepen.
Ook in de Tweede Wereldoorlog werd Scapa Flow de voornaamste operatiebasis van de 'Home Fleet'. Op 14 oktober 1939, voer de U-47 onder commando van Günther Prien de beschutte baai in. Hij slaagde erin twee torpedo's op het oude slagschip HMS Royal Oak af te vuren. De tweede torpedo sloeg een gat van ongeveer 9 m in de HMS Royal Oak, waardoor zij kapseisde en zonk. 833 opvarenden kwamen om, waaronder de Britse schout-bij-nacht Henry Blagrove. Na deze aanval van de U-47 werden op aandringen van Winston Churchill door Italiaanse krijgsgevangenen de zogeheten 'Churchill Barriers' aangelegd. Hierdoor werd de oostelijke route geblokkeerd. De HMS Royal Oak is tegenwoordig een monument en een militaire begraafplaats.
In de jaren 1920 werd een aantal schepen van de Hochseeflotte geborgen, maar er liggen er nog acht, die een toeristische attractie vormen voor duikers. Het hoogwaardige staal van de geborgen schepen heeft in het ruimtevaarttijdperk een nieuwe bestemming gekregen. Omdat het vóór 1945, dus vóór de Trinity-atoomproef en de atoombommen op Hiroshima en Nagasaki, werd gemaakt, is het veel minder radioactief en daardoor onmisbaar voor extreem gevoelige stralingsdetectoren zoals in ruimteschepen. Dit wordt stralingsvrij staal genoemd. Apparatuur die met de Apollo op de maan is gezet, delen van de ruimtesonde Galileo die naar Jupiter is gezonden, en de ruimtesonde Pioneer bevatten stukken staal van de Duitse keizerlijke vloot die in Scapa Flow boven water zijn gehaald.